# 팻 맨
팻 맨(Fat Man)은 제2차 세계대전 말기 미국에서 개발된 원자 폭탄의 코드 네임이다. 미군의 분류번호는 mk.3 이고, 대전 후에도 제조가 지속되었다. 최초의 폭탄은 1945년 8월 9일 나가사키현 나가사키시에 투하되었다. 실전 사용된 핵무기로서 이 나가사키에 투하된 것만을 가리키기도 한다.

## 개요
팻 맨은 맨해튼 계획의 일부로써 로스앨러모스 국립 연구소에서 만들어진 핵폭탄이다. 리틀 보이(mark 1)가 농축 우라늄을 이용한 건배럴 방식의 원자 폭탄인 것에 비해 팻 맨은 플루토늄을 이용한 인플로젼 방식의 원자 폭탄이다.
1945년 8월 9일에 실전 사용되는데, 원래 예정지는 교토였지만 일본의 고도(古都)를 파괴하여 민심이 나빠질 것을 우려해 취소했다(스팀슨 육군장관이 교토로 신혼여행을 가서 좋은 인상을 받아 제외되었다고도 한다). 이후 투하 장소는 고쿠라로 정해졌지만 전날 미군의 공습으로 인해 생긴 자욱한 연기와 기상 악화로 인하여, 폭격기 조종사가 제 2순위였던 나가사키로 가게 되고, 11시 2분 나가사키현 나가사키시의 북부(현재 마쓰야마마치)의 상공 550m에서 투하되었다. 나가사키시에 원자폭탄 투하를 실시한 것은 B-29 폭격기 보크스카로 기장인 찰스 스위니 소령이 맡았다. 폭탄의 위력은 8월 6일 히로시마현 히로시마시에 투하된 리틀 보이보다 약간 강했으나, 나가사키시는 기복이 심한 지형으로 기복이 없었던 히로시마 시에 비해 위력이 감소해 파괴의 정도는 히로시마 시에 비해 작음에도 불구하고 사망자 약 73,900명, 부상자 약 74,900명, 피해면적 6,702,300m2, 전소전괴계 약 12,900동이라는 피해를 입혔다.
전쟁종결 후에도 제조가 지속되어, 1940년대 미군의 핵전력을 담당했다.

## 경위

내폭형 핵분열 무기의 폭발 원리

미국은 1941년부터 맨해튼 계획을 추진하여 핵무기 개발에 착수했다. 우라늄을 이용한 핵무기로 포신형 핵분열 무기인 리틀 보이가 개발되었다. 맨해튼 계획에서는 플루토늄을 이용한 핵무기 역시 포신형을 사용하고자 하였으나 플루토늄의 자체 핵 연쇄 반응이 너무 빨라 임계 질량을 유지할 수 없는 문제가 있어 포기하였다. 1944년 맨해튼 계획은 플루토늄 핵무기 개발에 포신형 방법을 포기하고 내폭형 방식을 채용하였다.
팻맨의 핵 물질로는 플루토늄 239가 사용되었다. 핵출력은 TNT 환산 22kt을 기록했다. 내폭형 방식에 사용된 폭축 렌즈는 존 폰 노이만 등이 완성한 기술이었다.
사용된 플루토늄은 헨포드 지구에 있던 B-반응로에서 제조되었다.
1945년 7월 16일 팻 맨을 사용하여 최초의 원자폭탄 시험인 트리니티 실험이 이루어졌다. 맨해튼 계획에 의해 만들어진 팻 맨은 3 발이었다. 하나는 1945년 8월 9일 나가사키에 투하되었고, 다른 것은 크로스로드 작전(1946년)에 사용되었다.
1945년 7월 헨리 스팀손 장관에게 팻맨형 원폭은 매월 1개의 생산이 가능하다고 보고되었다. 그러나 1945년 8월 15일 전쟁이 종결되었기 때문에 원폭제조의 우선순위가 밀려 내려갔기에 생산량은 축소되었다. 플루토늄을 생산하던 핸프오드 반응로도 중성자조사손상에 의해 1946년 생산을 중지했다.
팻맨 자체는 전후도 생산이 지속되어 1947년 로스앨러모스 연구소에 팻맨 60발분의 부품이 비축되었고, 아메리카 병기창에는 사용 가능한 팻맨형 원폭 13발이 비축되었다. 1948년까지 50발이 생산되었고, 1949년엔 120발까지 생산되었다. 1949년부터는 개량형인 마크-4 핵폭탄이 생산되었다.

## 구조
| 팻맨의 내부구조（전체） | 1. AN 219 접지식 기폭장치 2. 대지측거용 안테나 3. 전원 4. 기폭용 콘덴서 5. 폭탄의 전후 타원부분을 고정하는 경첩 6. 플루토늄과 폭축렌즈 7. 대지측거용 레이다와 기폭용 타이머등의 제어장치 8. 기폭제어장치 9. 꼬리날개（20인치의 알루미늄제） |

### 플루토늄과 폭축렌즈 내부의 구조
폭축렌즈에는 합계 2,500kg의 폭약이 사용되었고, 그 내부에 알루미늄합금 프레셔 120kg과 천연 우라늄 120kg의 구체가 있고, 중심에는 6.2kg의 델타상 플루토늄 합금이 들어가 있다. 팻맨의 중량 절반이상은 폭축렌즈의 폭약에 있었고, 직경 137.8cm에 된 것이 팻맨이란 이름의 원인이 되었는데, 이것은 당시 기술수준에서 필요한 압력을 얻기 위해서는 이정도의 분량이 필요했기 때문이었다. 콘포지션 B/알루미늄 합금 프레셔/천연우라늄 중성자반사기/플루토늄핵의 순번에 밀도비는 1.65/2.71/19.05/19.8 등이었다.
후년에는 폭약부분의 밀도를 높여 부임계계를 작게 만들어 급속히 소형화가 진행되어, 최종적으로 100kt 클래스의 핵병기에서도 직경 30cm에 불과할 정도로 소형화가 이루어졌다.
| 팻맨의 내부구조（기폭장치, 폭축렌즈 등） | 1. 기폭전교선형뇌관 32개 2. 콘포지션폭약B(빠른 폭약) 32개 3. 바라틀(느린 폭약) 32개 4. 콘포지션폭약B(빠른 폭약) 32개 5. 떼내는게 가능한 알루미늄 합금 뚜껑 6. 알루미늄 합금 프레셔 7. 천연우라늄(U-238)에서 추출된 중성자반사체(Neutorn Reflector) 겸 던퍼(Tamper) 8. 플루토늄 괴(塊) 9. 코르크제의 외곡 10. 7개의 부품으로 구성된 알루미늄제의 외각(外殻) 11. 알루미늄 합금 프레셔를 고정시키기 위한 캡 12. 중성자점화기 13. 천연우라늄(U-238) 14. 원소합금의 커버 15. 펠트수지 |

## 구성부품
기폭전교선형뇌관
충격파는 1mm/s 때 8m를 진행하기 때문에 32개의 뇌관이 점화하는 타이밍의 허용오차는 0.1마이크로초 이하여야 한다. 그 때문에 원폭용에 새로운 원리의 뇌관이 신규로 개발되었다.
기폭장치
기폭전원을 위해 5kV 1000A의 대형 고압 오일콘덴서가 필요해 0.1 마이크로 초 이하의 오차에서 작동하기 위해 1마이크로 파란트의 저 인더크탄스의 스위치 기구가 필요했다. 이것은 전력을 공급하기 위해 신형전지가 개발되었다. 콘덴서와 전지만 1톤에 가까운 중량이 되어 폭축렌즈의 폭약 다음가는 중량을 차지하는 부품이 되었다.
폭축렌즈
폭약에만 2.5톤이 필요해 팻맨의 중량과 체적의 절반이상을 차지하는 최대의 부품이다. 상세한 내용은 폭축렌즈의 항목을 참조하라.
알루미늄 프레셔
폭약과 천연우라늄, 플루토늄 사이의 밀도차가 아무래도 크기 때문에 반사파가 커져 레일리-테일러 불안정 등의 유체역학적 불안정성이 커지게 되어 충격파의 높은 구대칭성이 붕괴되지 않기 위해서 필요한 장치이다. 레일리-테일러 불안정이 커지게 되면 레일리-테일러 파가 발생하여 압력이 저하되는 것을 막기 위한 목적도 있다.
중성자반사체 겸 덤퍼
핵분열물질에서 발생하는 중성자가 외측으로 달아나 연쇄반응이 정지하는 것을 막기 위해 천연우라늄의 중성자반사체가 필요하다. 중성자반사체로써 두꺼운 3cm가 필요했고, 1나노 초 사이에 80회의 연쇄반응이 되풀이되어 핵분열물질을 1개소에 머물게 할 필요가 있다. 이것을 붙잡아 두는 것이 덤퍼이다. 1나노 초의 순간을 붙잡기 위해 어느 정도의 관성물질이 필요했고, 그 때문에 7cm의 두께가 되었다.
중성자점화기
이 장치는 플루토늄이 핵분열반응을 일으키기 위해 필요한 최초의 중성자선을 방출하기 위한 장치이다. 점화기란 명칭은 연소(핵분열반응)을 시작하기 위해 필요한 종화라는 중성자를 방출하기 위한 장치인 것에 유래한 것이다.
구조는 중량은 7g의 베릴륨 구체의 표면에 형의 15개를 01mm의 금을 실시하고, 거기에 폴로늄-210, 11mg를 한 것이다. 폭축에 의해 급속하게 베릴륨과 폴로늄이 혼합되어 폴로늄이 사된 알파 입자가 베리리움 원자에 충돌해 속박에서 해방된 중성자를 방사한다.

## 기폭과정
- 기폭전교선형뇌관의 32개가 동시에 기폭한다.
- 충격파는 기폭했던 지점에서 방사장(放射状)으로 널리 퍼져 나간다.
- 빠른 폭약：콘포지션B
- 느린 폭약：베라톨(32개의 느린 폭약 속에서 충격파가 렌즈 속의 빛에 의해 굴절된다.)
- 빠른 폭약：콘포지션B
- 알루미늄 프셔(저밀도의 폭약에서 고밀도의 우라늄에 충격파가 투사되어 그 밀도차에서 레일리-테일러 파라 불리는 저압의 파가 발생해 충분한 압력을 플루토늄에 가하는 것이 나오지 않을 수 있어, 이를 억제하기 위해 밀도가 높은 경금속에 충격파를 투사해서 플루토늄에 전달하는 역할을 맡고 있다.)
- 중성자점화기가 폭축의 충격파에 의해 폴로늄 각(殻)과 내부의 베릴륨 구(球)가 급속하게 혼합되어 폴로늄-210이 복사된 알파 입자가 베릴륨에 충돌해 중성자를 10나노 초(秒) 당 1개의 비율로 주기적으로 방출한다.
- 저밀도 델타상의 합금으로 이루어진 핵이 폭축에 의해 충격파가 발생하면 수백만 기압의 압력에 의해 알파 상태로 상전이 되면서 밀도의 증가와 큰 반작용 삽입을 일으켜, 이것에 중성자점화기에서 방출된 중성자가 맞닿으면 급격한 핵분열반응이 진행된다.
- 천연우라늄의 덤퍼에서 발생된 중성자를 반사하는 핵분열의 효율을 높여준다.
- 붕소합금의 외곽에서 발생한 핵분열중성자를 저속의 열중성자로 해 산란(散乱)하여 천연우라늄의 덤퍼로 돌아오는 것을 방지하고 핵분열의 효율을 높인다.

## 팻맨의 조립

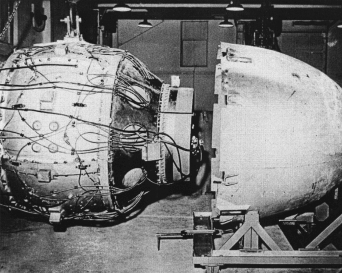
내각을 외각에 조립하려는 공정.

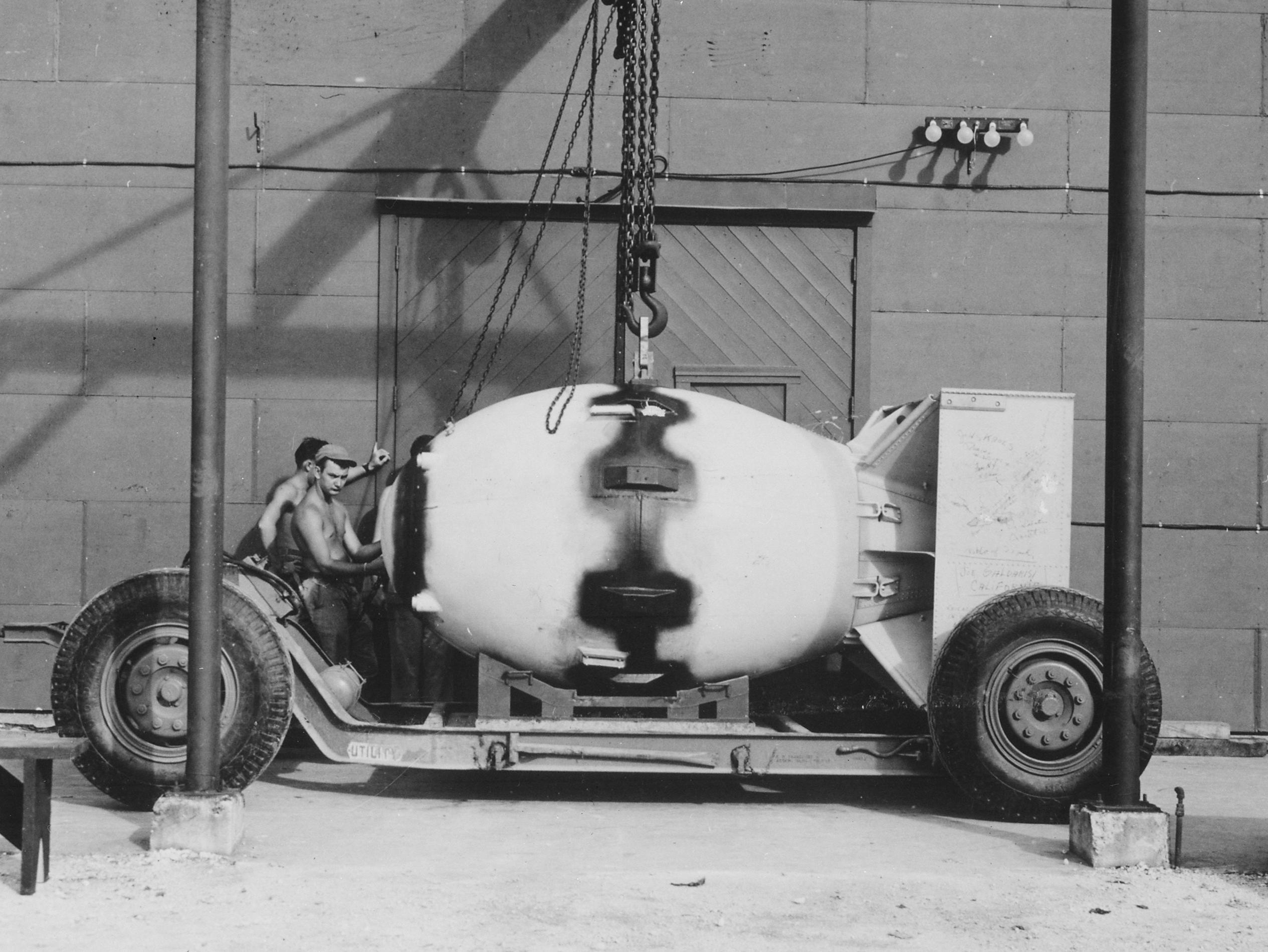
조립된 팻맨을 수송.

팻맨은 통상 최종단계 조립이 이루어지기 전 상태로 보관해 사용 직전에 조립작업을 벌인다. 이것은 2가지 이유 때문이다.
1. 완전히 조립된 상태의 팻맨이 화재 및 탑재된 항공기의 추락등의 사고로 인해 폭축 렌즈가 기폭되면 핵폭발이 일어나 대참사에 이를 수 있기에 보관상태에서 최악의 사고가 일어나더라도 핵폭발을 일으키지 않게 하기 위해서이다.
2. 기폭장치에는 대단히 큰 전원이 필요해 완성상태에서는 전지가 며칠밖에는 유지되지 못하기 때문이다.

보관상태에서 [전부외각], [후부외각], [플루토늄과 폭축렌즈의 괴], [전원장치], [중성자점화기]의 5개의 파츠로 분해된다. 중성자발생기를 떼어낸 빈 공간에는 작은 철구가 대신 들어갔다. 이것은 폭축 렌즈가 기폭되어 플루토늄이 폭축되더라도 중심에 철의 괴가 들어가 있기에 여기서 폭축이 진행되지 않아, 핵분열이 일어나지 않는다.
조립작업에는 48시간이 필요했다. 조립한 상태 그대로 전지가 며칠만에 닳아버리기 때문에 48시간 이내에 사용되지 않을 상황에는 다시 분해해 전지를 교환할 필요가 있다.

## 팻맨을 제재로 한 활동
전후, 각지에서 전시물로써 팻 맨의 모형이 제조되었다. 미국의 네바다주 라스베이거스에 있는 핵실험 박물관 및 뉴멕시코주 앨버커키시의 원자력 박물관에는 실제모형이 전시되었다.
대부분의 모형은 외관만 볼 수 있는데, 조각가 짐 산본(Jim Sanborn)의 모형은 내부 주요부분을 볼 수 있다.

## 같이 보기
- 리틀 보이
- 원자 폭탄
- 에놀라 게이
- 복스카

## 참고 문헌
- The Los Alamos Primer(ISBN 0-520-07576-5)
- 나가사키평화추진협회, 「나가사키의 기억」, 2004.
- 나가사키 재일조선인의 인권을 지키는 모임, 「원폭과 조선인 제1~6집」